# Ü
Ü, ü — літера розширеного латинського альфабету або символ, утворений буквою U шляхом додавання умлаута чи треми. У випадку з умлаутом позначає огублений голосний переднього ряду високого піднесення. 
В історичному проєкті української латинки Їречека літера ü використосувалася на позначення /і/, що походить від старослов'янського о (оскільки Йосиф Їречек розрізняв і < о та і < е, ѣ). Цей звук вимовляється як заокруглене i (кість — küsť, гвіздь — hvüźď).

## Літера Ü
Літера Ü зустрічається в абетках угорської, карельської, турецької, уйгурської (латинський варіант), естонської, азербайджанської, туркменської, кримськотатарської та татарської мов, де позначає огублений голосний переднього ряду високого піднесення ([y]). Це окрема літера абетки, відмінна від U, Y та UE.
Ця літера також фігурує в деяких романізаціях китайської, де позначає той самий звук ([y]). Піньїнь використовує Ü лише у випадку можливої неоднозначности з іншим словом, записаним через U, система Вейда-Джайлза та система Лессинга використовують Ü в усіх ситуаціях. Оскільки літера «ü» відсутня на більшості клавіатур, а звука «v» у сучасній китайській (путунхуа) немає, часто літеру «v» використовують замість «ü» у відповідних словах. Через це інколи можна побачити романізації китайської з «v» на позначення [y].

## U-умлаут
Ідентичний символ, U з умлаутом, присутній у німецькій абетці та позначає той самий звук [y]. В альфабеті має ту ж позицію, що й U чи UE. Цей символ можна зустріти і в деяких мовах, що успадкували німецькі назви чи окремі слова, наприклад у шведській, хоча він не належить до їхніх альфабетів. У шведській літеру називають tyskt y (Німецька y).
У мовах, які не мають Ü у складі стандартної абетки, та в обмежених наборах символів (ASCII тощо), U-умлаут часто замінюється комбінацією «ue». Деякі програми з розпізнавання знаків інколи приймають ü за ii.
- у російській мові XVIII—XIX ст. німецьке ϋ часто транскрибували як і: 
Bϋren → Бірон,
Münnich → Мініх
Üxküll → Ікскюлль

## U-трема
Деякі мови використовують трему (аналогічну умлауту) над літерою U, щоб показати, що літера вимовляється за звичними правилами та утворює дифтонг.
- В іспанській розрізняє склади gue/gui та güe/güi (antigüedad , pingüino, vergüenza).
- У каталанській використовується так само, як і в бразильській португальській, як з «g», так і з «q»: pingüins, qüestió:
"gue~güe" are [ɡe]~[ɡwe],
"gui~güi" are [ɡi]~[ɡwi],
"que~qüe" [ke]~[kwe],
"qui~qüi" [ki]~[kwi],
Також у каталанській трему використовують для розбиття дифтонгу: reüll.
- У французькій трема вживається над e, i та u у певній групі слів: capharnaüm, crapaüter, maïs, caïd, amüir, ouïr, aigüe, exigüe, ambigüe, gageüre, noël тощо. Після орфографічних реформ 1990 року до цього списку додалися інші, наприклад, aigüe (раніше aiguë), ambigüe (раніше ambiguë) та argüer [arɡ(ɥ)e] (раніше без позначки).

- У бразильській португальській комбінації «gue» та «gui» вимовляються [ge], [gi] («u» не вимовляється, але відповідає за звучання [g]), натомість, «güe» та «güi» позначають [gue], [gui]: pingüim, agüentar; «ü» також зустрічається в складах «qüe» (conseqüência) та «qüi»: (qüinqüênio).
- Також літера ü може позначати шосту голосну сулетинського діалекту баскської мови, схожої на французьку u.

## Типографія
Історично самостійна літера Ü та U-дієреза (трема) писалися як U з двома крапками зверху, а U-умлаут — як U з дрібною e вгорі: цей знак згодом у середньовічних рукописах перетворився на U з двома вертикальними рисками. У більшості пізніших рукописів ці риски майже перетворилися на крапки.
У сучасній типографії бракувало місця на друкарських машинках, пізніше — на клавіатурах для розміщення Ü та U з рисками. Оскільки на вигляд вони були майже ідентичними, два символи об'єднали, що було також зроблено у кодувальних системах на зразок ISO 8859-1. В результаті було неможливо розрізнити три різні знаки. Хоча Юнікод теоретично надає рішення, ним майже не користуються.
У Microsoft Windows, утримання Alt та введення 0220 чи 154 (при ввімкненому Num Lock) виводить Ü, утримання Alt та введення 0252 чи 129 виводить ü.